# Topraisar
Topraisar is een Roemeense gemeente in het district Constanța.
Topraisar telt 5524 inwoners.